# Centro de Arte Contemporáneo de Málaga
El  Centro de Arte Contemporáneo de Málaga (CAC Málaga) es una iniciativa cultural del Ayuntamiento de Málaga que tiene como objetivo la difusión de las artes plásticas del siglo XX y XXI. El antiguo Mercado de Mayoristas de Málaga, edificio declarado Bien de interés cultural y  sede del centro, cuenta con 6000 m² de superficie total, de los cuales 2400 están destinados a exposiciones. El CAC Málaga fue oficialmente inaugurado el 17 de febrero de 2003 y abierto al público el 23 de febrero de 2003.

## Certificación de calidad
El CAC Málaga ha sido el primer centro y museo de arte en España[cita requerida] que ha obtenido la certificación de calidad internacional ISO 9001:2000. La certificación concedida por la empresa Lloyd's Register Quality Assurances, acreditada por la ENAC, (Entidad Nacional de Acreditación), es aplicable a todas las tareas y actividades del Centro.

## Exposiciones
La sala de exposiciones del CAC Málaga tiene una superficie cercana a los 2400 metros cuadrados, una de las de mayor dimensión del conjunto de los centros de arte contemporáneo españoles. Esta superficie está distribuida en cinco espacios diferenciados: Tres para las exposiciones temporales, uno para la colección permanente y otro llamado "Espacio Proyectos", un área polivalente para actividades diversas, como pueden ser el montaje de las instalaciones, la exposición de la obra producida en los talleres o la celebración de un acto concreto. En la zona expositiva, los visitantes del CAC Málaga encuentran las manifestaciones más recientes de escultura, pintura, instalaciones, fotografía, dibujo y objetos de diseño. Al mismo tiempo se muestran piezas que por sí mismas o por su capacidad representativa de una corriente han marcado pautas en la creación artística de las últimas décadas.

### Colección permanente
Dispone de unas 400 piezas propias y cedidas por instituciones y particulares. Existen un gran número de piezas de reciente creación que, por sus características, son difícilmente clasificables en una tendencia concreta. A lo largo de estos años, el CAC Málaga ha producido más de 130 exposiciones individuales y una docena de colectivas. Grandes nombres del arte como Art & Language, Tony Cragg, Gerhard Richter, Louise Bourgeois, Anish Kapoor, Alex Katz, Lawrence Weiner, Kara Walker, Roni Horn, Yoshitomo Nara, Thomas Hirschhorn, Julian Opie, Santiago Sierra, Vik Muniz, Silvye Fleury, Erwin Wurm, William Kentridge, Luis Gordillo, Richard Deacon, Marcel Dzama, Jerónimo Elespe, Per Barclay, Raymond Pettibon, Jaume Plensa, Tracey Emin, Julian Schnabel o los hermanos Jake y Dinos Chapman. 
En conjunto, artistas que están la inmensa mayoría entre los más reconocidos del arte contemporáneo mundial,[cita requerida] contando con alrededor de medio centenar de exposiciones de artistas españoles, además de otros proyectos, como son las colectivas, en las que han pasado un centenar de artistas noveles de un ámbito más cercano.

## Actividades

### Departamento pedagógico
Además de ofrecer visitas guiadas y conferencias, desde que la inauguración del Centro, en el año 2003, el centro desarrolla un programa de talleres y actividades, durante todo el año, diseñado especialmente para niños y estudiantes. Asimismo, para profesores y alumnos de Bellas Artes, Historia del Arte y Ética existen cursos impartidos por artistas y especialistas, que profundicen en las corrientes artísticas del siglo XX y principios de XXI. Por otra parte, para artistas y especialistas en el estudio de arte contemporáneo, se organizan seminarios intensivos sobre asuntos concretos que analicen aspectos de la actividad artística y su relación con el entorno. 
Todas las actividades organizadas por el Departamento pedagógico son gratuitas.

### Biblioteca especializada
El fondo bibliográfico cuenta con cerca de 5000 ejemplares.

### Otras actividades
Otras actividades incluyen ciclos de cine y presentaciones de libros, jornadas profesionales y talleres.